# Треј Паркер
Рандолф Северн „Треј“ Паркер III (енгл. Randolph Severn "Trey" Parker III; Денвер, 19. октобар 1969) је амерички аниматор, сценариста, филмски режисер, глумац и музичар. Славу је стекао као костваралац анимиране серије „Саут Парк“, заједно са Метом Стоуном.